# Лозова (притока Ворскли)
Лозова (рос. Р. Лозовая; Лозовая), також відома як Козача Рудка — річка в Росії у Борисовському й Грайворонському районах Бєлгородської області. Ліва притока річки Ворскли (басейн Дніпра).

## Опис
Довжина річки приблизно 30,21 км, найкоротша відстань між витоком і гирлом — 8,07  км, коефіцієнт звивистості річки — 1,12 . Формується багатьма струмками та загатами.

## Розташування
Бере початок на південно-західній стороні від села Богун-Городок. Тече переважно на північний захід через село Сотницький Козачок, село Головчино і впадає у річку Ворсклу, ліву притоку річки Дніпра.
Населені пункти вздовж беренгової смуги: Чапаєвський, Хотмижськ.

## Цікаві факти
- У XX столітті на річці існувало 3 газгольдера та декілька газових свердловин[2].